# Peter Bugár
Peter Bugár (* 14. dubna 1971) je bývalý slovenský fotbalista, útočník.

## Fotbalová kariéra
V české lize hrál za FC Baník Ostrava. Nastoupil v 9 ligových utkáních a dal 2 góly. V Poháru vítězů pohárů nastoupil v 1 utkáních a v Poháru UEFA nastoupil také v 1 utkání.

## Ligová bilance
| Ročník                          | Zápasy | Góly | Klub             |
| ------------------------------- | ------ | ---- | ---------------- |
| 1. česká fotbalová liga 1995/96 | 9      | 2    | FC Baník Ostrava |
| CELKEM 1. česká liga            | 9      | 2    |                  |